# Sweeney Todd (Musical)

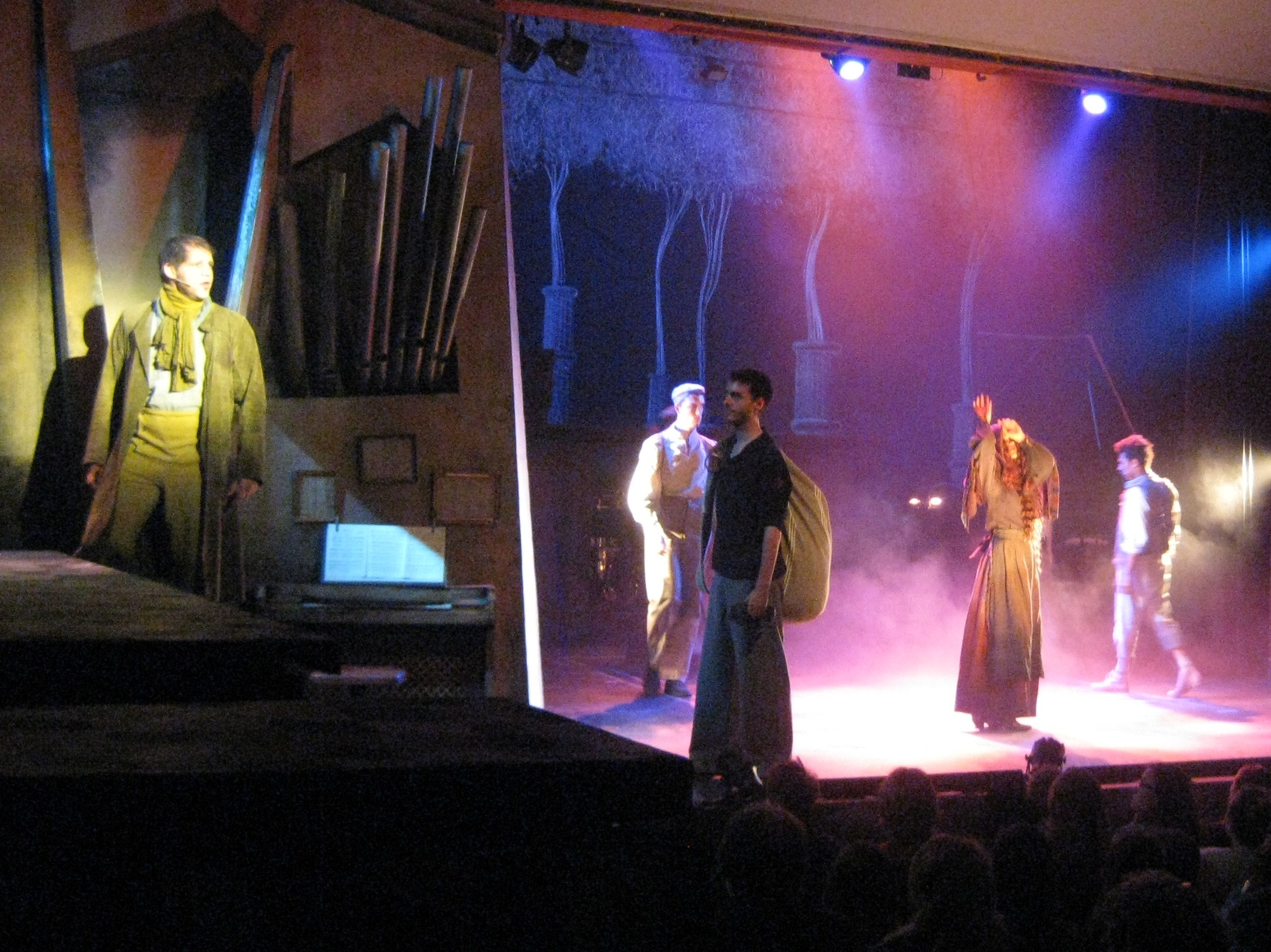
Aufführung von Sweeney Todd in Amsterdam (2016)

Sweeney Todd ist ein der Operette nahestehendes Musical mit der Musik und den Gesangstexten von Stephen Sondheim. Das Buch schrieb Hugh Wheeler nach einem gleichnamigen Schauspiel von Christopher G. Bond aus dem Jahr 1973. Die Broadway-Uraufführung fand am 1. März 1979 im Uris Theatre, New York statt. In den Hauptrollen waren Len Cariou und Angela Lansbury zu sehen. Nach 557 Vorstellungen fiel der letzte Vorhang am 29. Juni 1980. Die Erstaufführung im Londoner West End fand am 2. Juli 1980 im Theatre Royal Drury Lane statt. Harold Prince führte in beiden Inszenierungen die Regie. Die deutschsprachige Erstaufführung erfolgte am 11. April 1985 an den Städtischen Bühnen Freiburg.

## Hintergrund
Sondheim selbst bezeichnete das Werk als tiefschwarze Operette. Die Partitur ist durchkomponiert, es wird fast alles gesungen. Für die Show suchte Sondheim nach Inspiration in der Musik aus Horrorfilmen oder anderen spannenden Filmen. Er fand sie besonders in den Soundtracks von Bernard Herrmann. So ertönt beispielsweise gegen Ende des Stückes in der Todesszene des Richters ein Teil des bekannten Soundtracks des Alfred-Hitchcock-Klassikers Psycho.
Sweeney Todd gewann 1979 neun Tony Awards.

## Handlung
Schauplatz ist London des 19. Jahrhunderts: Der Barbier Benjamin Barker, glücklich verheiratet und Vater eines Kindes, gerät in die Mühlen der Gesetzlosigkeit. Richter Turpin interessiert sich für Barkers hübsche Frau und findet Wege, den Barbier in der australischen Verbannung verschwinden zu lassen. Als Barker fünfzehn Jahre später unter dem Namen Sweeney Todd wieder am Schauplatz seiner privaten Tragödie auftaucht, hält er seine Frau für tot; seine herangewachsene Tochter ist inzwischen das Mündel seines Todfeindes Turpin. Sweeney Todd beginnt einen Rachefeldzug sondergleichen, assistiert von einer neuen Frau in seinem Leben, Mrs. Lovett, deren Pastetenbäckerei einen ungeheuren Aufschwung nimmt, seit sie sich mit Todd zusammengetan hat.

## Songs
Prologue:
(1) The Ballad of Sweeney Todd

1. Akt:
(2) No Place Like London  
(3) The Barber and His Wife  
(4) The Worst Pies in London  
(5) Poor Thing  
(6) My Friends  
(7) Green Finch and Linnet Bird  
(8) Ah, Miss  
(9) Johanna  
(10) Pirelli’s Miracle Elixir  
(11) The Contest  
(12) Wait  
(13) Kiss Me  
(14) Ladies in Their Sensitivities  
(15) Kiss Me/Ladies in Their Sensitivities  
(16) Pretty Women  
(17) Epiphany  
(18) A Little Priest

2. Akt:
(19) God, That’s Good!  
(20) Johanna  
(21) By the Sea  
(22) Wigmaker Sequence  
(23) The Letter  
(24) Not While I’m Around  
(25) Parlour Songs

Final Sequence:
(26) City On Fire  
(27) Searching  
(28) The Judge’s Return  
(29) Final Scene

Epilogue:
(30) The Ballad of Sweeney Todd

## Film und Fernsehen
- 1982 wurde das Musical unter der Regie von Harold Prince für das Fernsehen aufgezeichnet.
- 2001 wurde das Musical als konzertante Aufführung in der Louise M. Davies Symphony Hall, San Francisco, durch den Fernsehsender PBS aufgezeichnet. Es spielte das San Francisco Symphony Orchestra; die Hauptrollen sangen George Hearn und Patti Lupone. 2002 erschien diese Aufzeichnung auch als DVD.
- 2007 wurde das Musical in der Regie von Tim Burton verfilmt: Sweeney Todd – Der teuflische Barbier aus der Fleet Street. In den Hauptrollen spielen Johnny Depp als Sweeney Todd und Helena Bonham Carter als Mrs. Lovett.

## Sonstiges
- Die aus der Krimiserie Mord ist ihr Hobby bekannte Angela Lansbury spielte in der Originalproduktion Mrs. Lovett und gewann einen Tony Award. Die Rolle war ihr von ihrem Freund Sondheim auf den Leib geschrieben worden.
- In dem Film Jersey Girl mit Ben Affleck und Liv Tyler spielt das Musical eine zentrale Rolle.
- Sondheim bat Patricia Routledge persönlich darum, die Partie der Mrs. Lovett in der Londoner Originalproduktion zu singen. Routledge lehnte mit der Begründung ab, ihr sei die Geschichte zu unheimlich.
- 2013 wurde das Musical im Rahmen der Ettlinger Schlossfestspiele aufgeführt. Außerdem fand am 14. September 2013 in Anwesenheit des Komponisten eine umjubelte Premiere des Werks an der Volksoper Wien statt.